# 中国政法大学出版社
中国政法大学出版社是中国政法大学主办的出版社，专业出版法律类图书。出版过的重要学术书籍包括《中青年法学文库》、《美国法律文库》、《二十世纪中华法学文丛》、《港台法学研究书系》、《司法文丛》、《法律文化研究文丛》等多种大型学术丛书。